# Lehrberg
Lehrberg település Németországban, azon belül Bajorországban. Lakosainak száma 3131 fő (2023. december 31.). Lehrberg Oberdachstetten, Weihenzell, Flachslanden és Colmberg községekkel határos.

## Népesség
A település népessége az elmúlt években az alábbi módon változott:
| Lakosok száma | 1155 | 1831 | 2026 | 3116 | 3043 | 3077 | 3105 | 3098 | 3117 | 3131 |
|               | 1875 | 1950 | 1975 | 2010 | 2012 | 2013 | 2015 | 2017 | 2021 | 2023 |